# Jaudesberg
Der Jaudesberg bezeichnet einen bewaldeten Bergrücken zwischen Ammersee und Wörthsee im Bayerischen Alpenvorland östlich von
Breitbrunn am Ammersee. Nördlich im gleichen Waldgebiet befindet sich noch die Fischleite.
Am höchsten Punkt mit Blick über den westlich gelegenen Ammersee befindet sich die sogenannte Europakapelle nach den Plänen des Schondorfer Architekten Peter M. Gradl.

## Galerie

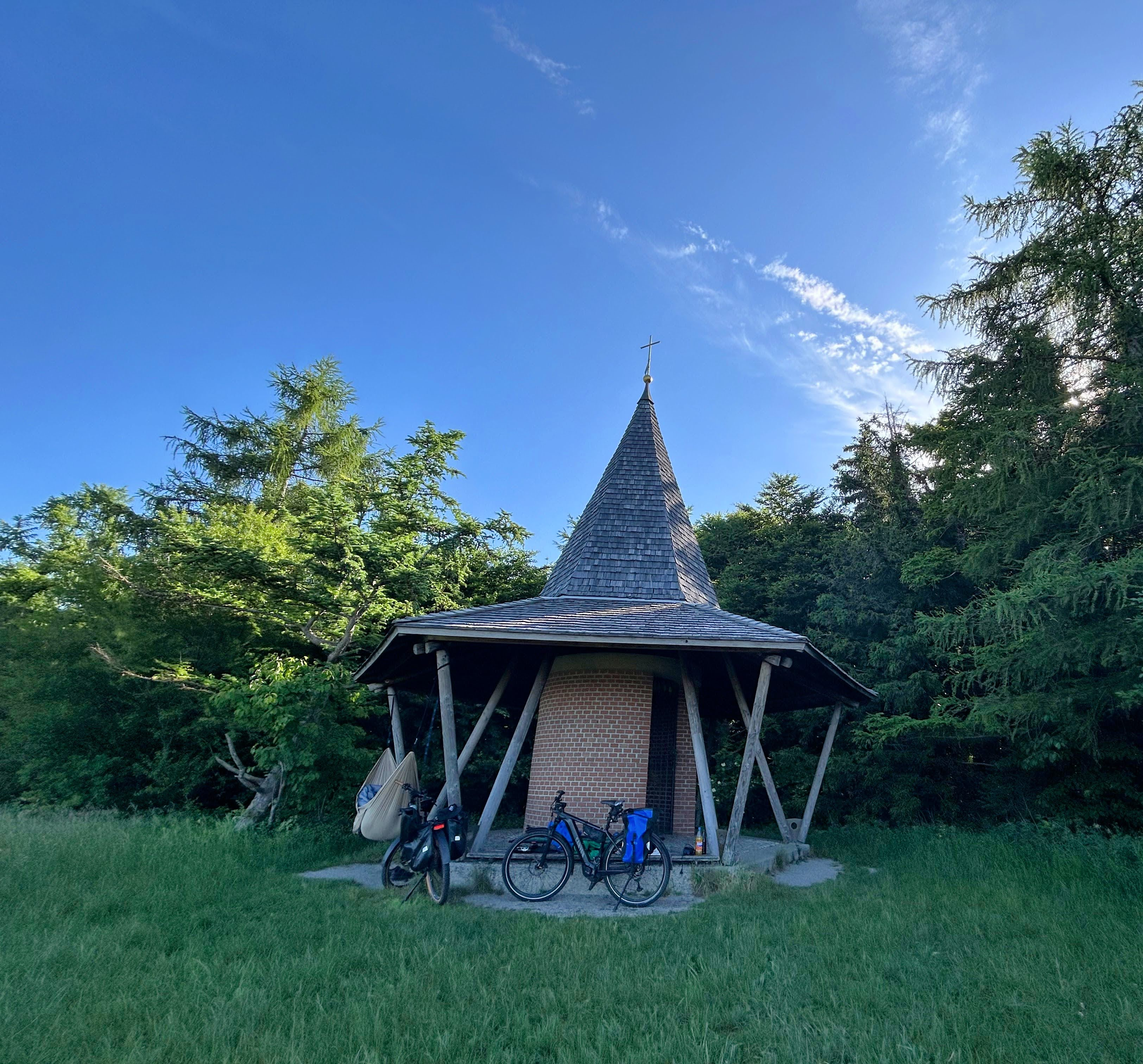
Europakapelle